# Uniwersytet w Portsmouth

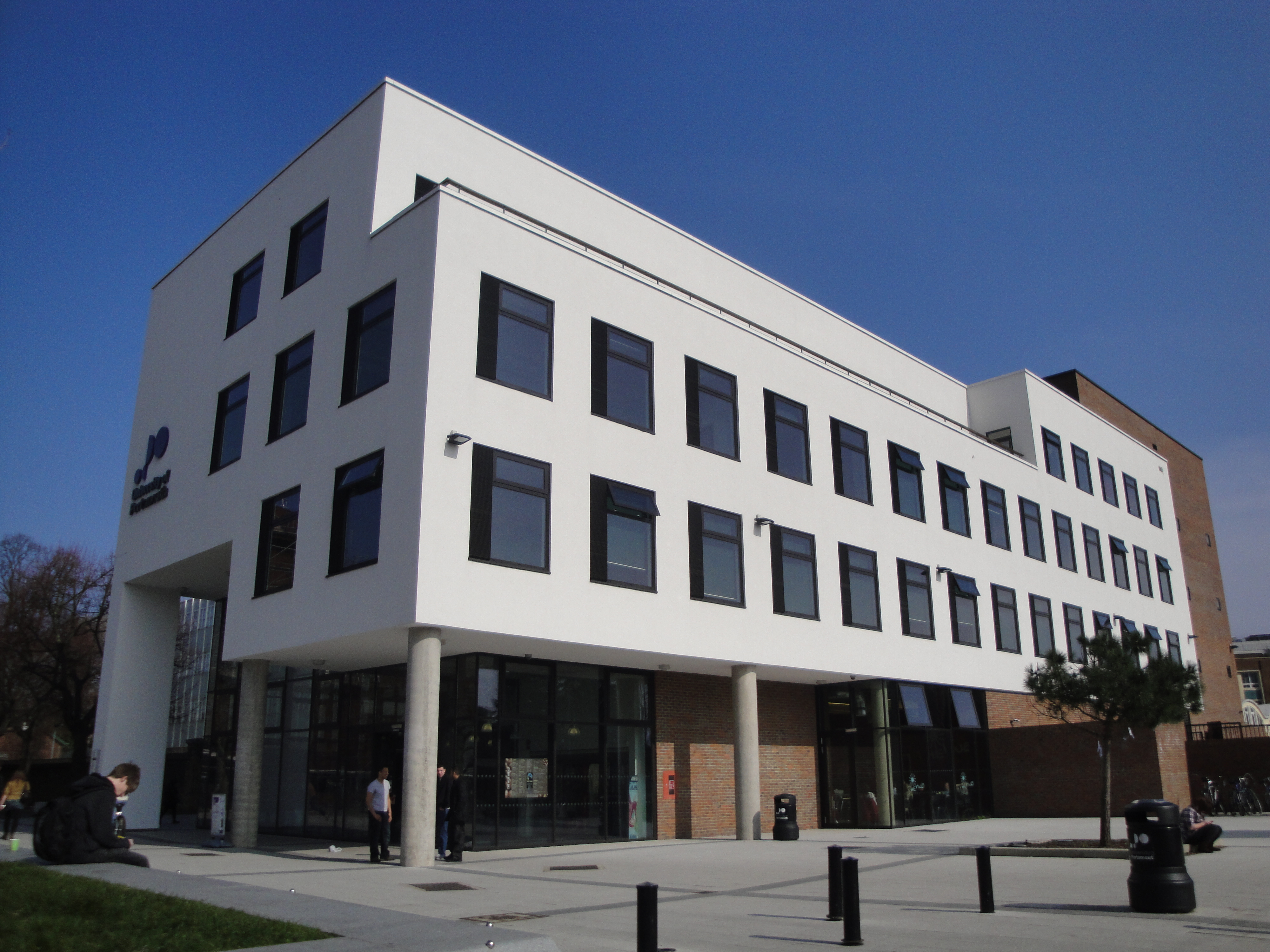
Uniwersytet w Portsmouth

Uniwersytet w Portsmouth (ang. University of Portsmouth, do 1992 Portsmouth Polytechnic) – brytyjski uniwersytet w Portsmouth. Składa się z dwóch miasteczek akademickich:  Guildhall (w centrum miasta) i Langstone (poza centrum). 
Kształci się na nim około 20 000 studentów, z czego trzy tysiące to studenci z zagranicy.